# Вишневский, Александр Васильевич

Памятник А. В. Вишневскому в Казани

Алекса́ндр Васи́льевич Вишне́вский (23 августа [4 сентября] 1874 — 13 ноября 1948, Москва) — русский и советский  хирург, создатель широко применявшейся в СССР лечебной мази; основатель династии врачей. Действительный член АМН СССР (1947). Лауреат Сталинской премии второй степени (1942). Заслуженный деятель науки РСФСР (1934).

## Биография
А. В. Вишневский родился 23 августа (4 сентября) 1874 года в селе Новоалександровка (ныне — село Нижний Чирюрт Кизилюртовского района Дагестана) в семье штабс-капитана 82-го Дагестанского пехотного полка Василия Васильевича Вишневского.
В 1899 году с отличием окончил медицинский факультет Императорского Казанского университета. В течение года работал сверхштатным ординатором хирургического отделения Александровской больницы Казани. В 1900—1901 годах был сверхштатным прозектором кафедры оперативной хирургии с топографической анатомией, в 1901—1904 годах — прозектором кафедры нормальной анатомии, в 1904—1911 годах работал приват-доцентом кафедры топографической анатомии. В ноябре 1903 года защитил докторскую диссертацию.
В 1905 году А. В. Вишневский был командирован за границу для овладения методами урологических исследований. С 1 апреля 1908 по 15 января 1909 года проходила его вторая заграничная командировка, во время которой он изучал лечение мочеполовой системы и хирургию мозга. В Германии работал в клиниках известных немецких хирургов Бира, Кёрте, Гильдебранда, а также в Париже, где изучал нейрохирургию в клиниках Дуаена и Госсе. В это же время в лаборатории Мечникова в Пастеровском институте выполнил две научные работы.
В 1910 году А. В. Вишневскому совместно с В. Л. Боголюбовым поручается вести курс общей хирургической патологии и терапии на медицинском факультете Казанского университета, с 1911 года он ведёт этот курс один. В апреле 1912 года избирается экстраординарным профессором кафедры хирургической патологии. С 1916 года заведует кафедрой госпитальной хирургии.
В годы Первой мировой войны А. В. Вишневский вёл практически без помощников два хирургических курса — хирургической патологии и госпитальной клиники, в то же время был старшим врачом госпиталя Казанского отдела Всероссийского земского союза, врачом-консультантом госпиталей Казанского биржевого и купеческого общества, лазарета Казанского военного округа.
С 1918 года работал старшим врачом первой советской больницы Казани, в 1918—1926 годах возглавлял областную больницу Татарской АССР. С 1926 по 1934 год заведовал факультетской хирургической клиникой Казанского университета.
В совершенно новой сфере деятельности — административной — проявил себя блестящим организатором. Его деятельность достигла наивысшего расцвета в 1923—1934 годах. В это время Вишневский опубликовал около 40 научных работ. Ему принадлежат экспериментально-физические исследования и многочисленные оригинальные работы по хирургии жёлчных путей, мочевой системы, грудной полости, по нейрохирургии, хирургии военных повреждений и гнойных процессов. Вишневский — признанный классик советской хирургии, автор более 100 научных работ. Одна из них получила широкую известность.
Наблюдая за действиями новокаина на течение патологических процессов, Вишневский пришёл к выводу, что новокаин не только действует как обезболивающее, но и положительно влияет на течение воспалительного процесса и на заживление ран. Разработал научную концепцию о воздействии нервной системы на воспалительный процесс. Исходя из этого, создал новые методы лечения воспалительных процессов, гнойных ран, травматического шока (новокаиновая блокада, вагосимпатический блок и др.). Сочетание новокаина и масляно-бальзамической повязки дало новый метод лечения воспалительных процессов при самопроизвольной гангрене ног, трофических язвах, при тромбофлебите, абсцессах, карбункулах и других заболеваниях. В 1932 году выпустил монографию «Местное обезболивание по методу ползучего инфильтрата».
Новые методы обезболивания и лечения ран, предложенные Вишневским, сыграли огромную роль во время Великой Отечественной войны, спасли тысячи советских воинов. Метод обезболивания по Вишневскому стал одним из ведущих в операционной деятельности советских хирургов и принёс автору широкую известность. Доступный рядовым хирургам, метод способствовал проникновению хирургии в обычные лечебные учреждения до сельской районной больницы включительно. Масляно-бальзамическая повязка (мазь Вишневского), предложенная Вишневским в 1927 году, применялась с успехом для лечения ран в военный период. В настоящее время метод считается устаревшим из-за низкой эффективности, может приводить к повышенному риску рака кожи, гематологических и других заболеваний.
В 1929 году по приглашению декана медицинского факультета университета штата Айова А. В. Вишневский выступил в США с докладом о своём методе, получившем название «русский».
В конце 1934 года Вишневский переехал в Москву, где возглавил хирургическую клинику Центрального института усовершенствования врачей. Покидая Казань, оставил здесь многочисленных учеников. Из школы А. В. Вишневского вышло 18 профессоров. Из четырёх хирургических кафедр Казанского государственного медицинского института три занимали его ученики — профессора Н. В. Соколов, И. В. Домрачев, С. М. Алексеев. Ещё пять казанских учеников — В. И. Пшеничников, А. Н. Рыжих, Г. М. Новиков, А. Г. Гельман, С. А. Флёров — возглавили хирургические кафедры в других городах.
Одним из лучших учеников Александра Васильевича стал его сын — Александр Александрович, военный хирург.
Осенью 1941 года вновь оказался в Казани, куда была эвакуирована хирургическая клиника Всесоюзного института экспериментальной медицины. В декабре 1947 году Вишневского избрали действительным членом АМН СССР.
В 1947 году в Москве был создан Институт экспериментальной и клинической хирургии. Вишневский стал его директором.
Профессор П. Ф. Здродовский писал, что А. В. Вишневский изумительно сочетал «в себе клинициста и экспериментатора — синтез, подобный которому мы почти не видели среди клиницистов последней эпохи». Наряду с Н. Н. Бурденко и В. И. Разумовским А. В. Вишневский является основоположником отечественной нейрохирургии.
Умер 13 ноября 1948 года. Похоронен в Москве на Новодевичьем кладбище (участок № 3). Одна из центральных улиц Казани — Первая Академическая — в 1949 году была переименована в улицу Вишневского.

## Награды и звания
- орден Ленина (5 сентября 1944)
- орден Трудового Красного Знамени (1943)
- медали
- Сталинская премия II степени (10 апреля 1942) — за разработку и внедрение методов новокаиновой блокады и масляно-бальзамической повязки
- Заслуженный деятель науки РСФСР (1934)

## Память
- Дом-музей А. В. Вишневского в селе Нижний Чирюрт Кизилюртовского района Дагестана.[6]
- Институт хирургии имени А. В. Вишневского Минздрава России (б. Институт хирургии им. А. В. Вишневского РАМН).
- Хирургическая клиника Казанского медицинского института имени А. В. Вишневского (ныне — университет). Здесь создана мемориальная комната А. В. Вишневского.
- Дагестанская республиканская клиническая больница имени А. В. Вишневского.
- В Омской области, в посёлке городского типа Крутинка находится центральная районная больница имени профессора А. В. Вишневского.
- В 1951 году перед входом в институт хирургии имени А. В. Вишневского (Москва) установлен памятник ученому. Скульптор — С. Т. Конёнков, архитектор — В. Е. Шалашов[7].
- В 1971 году в Казани на углу улиц Толстого и Бутлерова установлен бюст А. В. Вишневского (скульптор — В. Рогожин, архитектор — А. Спориус).
- В память о военных годах, когда Вишневский снова встал к операционному столу в Казани, на здании установлен бронзовый барельеф А. В. Вишневского.
- В честь А. В. Вишневского названы площадь в Москве, улицы в городах: Казань, Кизилюрт, Хасавюрт, Новороссийск, в селах: Нижний Чирюрт, Зубутли-Миатли, Акнада, Комсомольское Кизилюртовского района Дагестана.
- В честь А. В. Вишневского назван самолет Airbus A320 RA-73758 (VQ-BPW) авиакомпании Аэрофлот.